# Ulmus

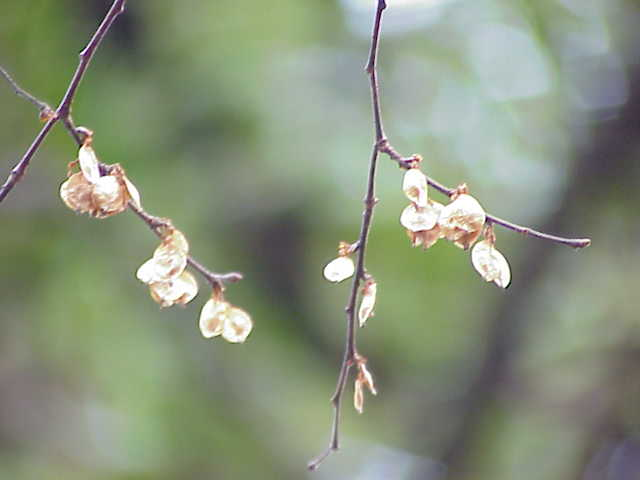
Rametti con frutti di Ulmus pumila

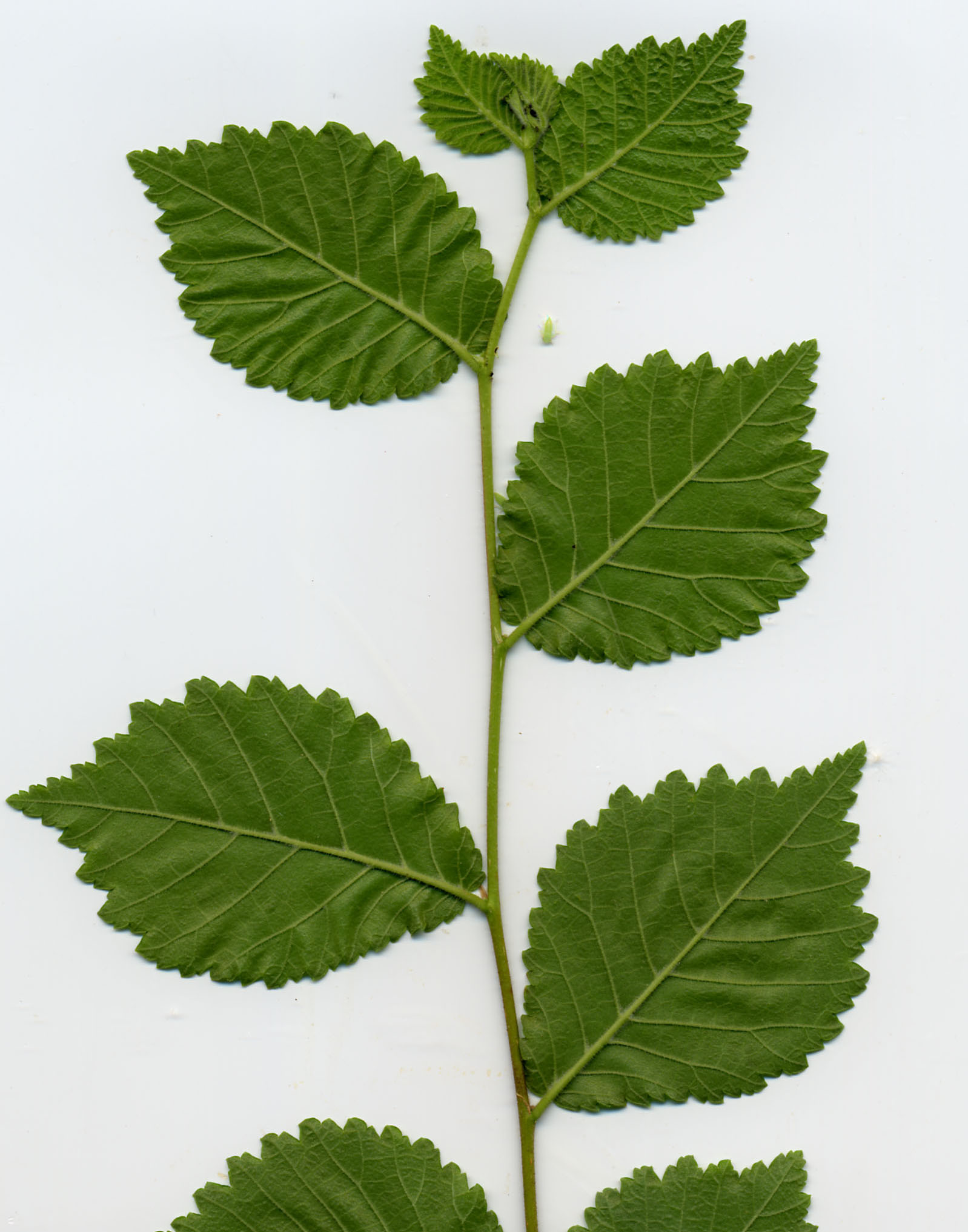
Rametto di foglie di olmo

Ulmus L., 1753 è un genere di piante della famiglia Ulmaceae, che comprende alberi denominati olmi, diffusi naturalmente in Europa, in Asia e in Nordamerica e largamente utilizzati come piante ornamentali e soprattutto nella silvicoltura e nell'arboricoltura da legno.

## Descrizione
Possono raggiungere 25–30 m di altezza; le foglie sono decidue, semplici, ovoidali a margine seghettato e con la lamina fortemente asimmetrica. I fiori sono ermafroditi, con ovario supero e riuniti in infiorescenze. Il frutto è una samara.

### Olmo campestre
L'olmo campestre ha origine nelle regioni mediterranee. Il portamento è arboreo o arbustivo e nel tronco vi è una corteccia verde-brunastra. La foglia è caduca, con l'apice della lamina appuntito e la base asimmetrica. I fiori, anche qui ermafroditi e riuniti su rametti, sono rossi e fioriscono alla fine della stagione invernale. Anche il frutto dell'olmo campestre è una samara, di dimensione compresa tra 1,5 e 2,5 cm, esse sono presenti sui rametti e maturano durante la stagione estiva. Le samare cambiano più volte colore: rossastro al momento della nascita, verde-giallastro al momento della formazione e ocra-brunastro al momento della maturità.

## Tassonomia
Il genere Ulmus comprende le seguenti specie:
- Ulmus alata Michx.
- Ulmus americana L.
- Ulmus × androssowii Litv.
- Ulmus bergmanniana C.K.Schneid.
- Ulmus boissieri Grudz.
- Ulmus × brandisiana C.K.Schneid.
- Ulmus castaneifolia Hemsl.
- Ulmus changii W.C.Cheng
- Ulmus chenmoui W.C.Cheng
- Ulmus chumlia Melville & Heybroek
- Ulmus crassifolia Nutt.
- Ulmus davidiana Planch.
- Ulmus elliptica K.Koch
- Ulmus elongata L.K.Fu & C.S.Ding
- Ulmus gaussenii W.C.Cheng
- Ulmus glabra Huds.
- Ulmus glaucescens Franch.
- Ulmus harbinensis S.Q.Nie & G.Q.Huang
- Ulmus × hollandica Mill.
- Ulmus × intermedia Elowsky
- Ulmus ismaelis Todzia & Panero
- Ulmus kunmingensis W.C.Cheng
- Ulmus laciniata (Herder) Mayr ex Schwapp.
- Ulmus laevis Pall.
- Ulmus lamellosa C.Wang & S.L.Chang
- Ulmus lanceifolia Roxb.
- Ulmus lesueurii Standl.
- Ulmus macrocarpa Hance
- Ulmus × mesocarpa M.Kim & S.Lee
- Ulmus mexicana (Liebm.) Planch.
- Ulmus microcarpa L.K.Fu
- Ulmus minor Mill.
- Ulmus parvifolia Jacq.
- Ulmus prunifolia W.C.Cheng & L.K.Fu
- Ulmus pseudopropinqua F.T.Wang & S.X.Li
- Ulmus pumila L.
- Ulmus rubra Muhl.
- Ulmus serotina Sarg.
- Ulmus szechuanica W.P.Fang
- Ulmus thomasii Sarg.
- Ulmus uyematsui Hayata
- Ulmus villosa Brandis ex Gamble
- Ulmus wallichiana Planch.

In Italia sono presenti 3 specie:
- Ulmus glabra diffuso nei boschi termofili di tutta la penisola
- Ulmus minor  presente in tutte le regioni
- Ulmus laevis nei boschi umidi dell'Italia settentrionale e centrale

## Avversità
Gli olmi sono stati pesantemente decimati da una malattia detta grafiosi, provocata da un fungo di origine asiatica, giunto in Europa intorno al 1920 e in Nordamerica nel 1928.

## Riferimenti storici
Nel medioevo, in piccoli borghi sprovvisti di palazzo comunale, l'olmo costituiva il luogo per le riunioni assembleari e dei consigli.